# ريج توماس (لاعب هوكي الجليد)
ريج توماس هو لاعب هوكي الجليد كندي، ولد في 21 أبريل 1953.

## وصلات خارجية
- ريج توماس على موقع دوري الهوكي الوطني (الإنجليزية)
- ريج توماس على موقع EliteProspects.com (الإنجليزية)
- ريج توماس على موقع HockeyDB.com (الإنجليزية)
- ريج توماس على موقع Hockey-Reference.com (الإنجليزية)